# Norops cumingii
Norops cumingii är en ödleart som beskrevs av  Peters 1863. Norops cumingii ingår i släktet Norops och familjen Polychrotidae. Inga underarter finns listade i Catalogue of Life.